# Zahar Dmitrievič Olsuf'ev
Zahar Dmitrievič Olsuf'ev (in russo Захар Дмитриевич Олсуфьев; Governatorato di Mosca, 1772 – San Pietroburgo, 20 marzo 1835) è stato un generale russo del periodo delle guerre napoleoniche.

## Biografia
Nato in una famiglia della nobiltà del Governatorato di Mosca, Olsuf'ev intraprese la carriera militare a partire dal gennaio 1786 quando entrò con il grado di alfiere nel Reggimento Izmajlovskij della Guardia imperiale russa; dopo aver partecipato alla guerra russo-svedese del 1788-1790, fu promosso colonnello il 16 aprile 1797 e maggior generale il 5 giugno 1798, assumendo la guida del Reggimento moschettieri "Brjansk". Perso il favore dello zar Paolo I di Russia, nell'ottobre 1800 Olsuf'ev lasciò il servizio e si ritirò a vita privata nella sua tenuta, ma dopo l'assassinio dello zar nel marzo 1801 e l'ascesa al trono di Alessandro I Olsuf'ev riottenne i gradi e il comando del Reggimento moschettieri "Vyborg".
Al comando di una brigata, Olsuf'ev partecipò alla guerra della terza coalizione contro la Francia napoleonica combattendo nella battaglia di Austerlitz (2 dicembre 1805); si mise poi in luce durante la successiva guerra della quarta coalizione, venendo ferito a una gamba nella battaglia di Eylau (8 febbraio 1807) e a una mano nella battaglia di Heilsberg (10 giugno 1807); per le sue azioni in quest'ultima battaglia, ottenne come riconoscimento una spada d'oro decorata con diamanti e la promozione al grado di tenente generale l'11 settembre 1807.
Al comando della 22ª Divisione di fanteria dell'Armata di Moldavia, Olsuf'ev partecipò a partire dal 1809 alla guerra russo-turca, durante la quale venne riportò una ferita durante l'assalto a Brăila e una ancora più grave durante la presa di Ruse nel luglio 1810, dovendo lasciare il servizio per la convalescenza. Guarito, tornò in servizio il 9 settembre 1811 quando ottenne il comando della 17ª Divisione di fanteria, parte del II Corpo d'armata del generale Karl Gustav von Baggovut, con cui partecipò alla campagna di Russia del 1812. Olsuf'ev fu presente alla battaglia di Smolensk (17 agosto), alla battaglia di Valutino (19 agosto) e alla battaglia di Borodino (7 settembre); per la sua difesa della collina di Utitsa a Borodino fu insignito dell'onorificenza dell'Ordine di San Giorgio di III classe il 1º novembre 1812.
Dopo l'uccisione di Baggovut alla battaglia di Tarutino, Olsuf'ev fu posto al comando del II Corpo d'armata che guidò nelle fasi finali della campagna di Russia, prendendo parte alla battaglia di Malojaroslavec (24 ottobre), alla battaglia di Vjaz'ma (3 novembre) e alla battaglia di Krasnoi (15 novembre). All'inizio del 1813 fece parte dell'armata russa schierata nel corso delle fasi iniziali della campagna di Germania del 1813, prendendo parte alle battaglie di Lützen (2 maggio) e di Bautzen (20-21 maggio); dopo la pausa dell'armistizio di Pleiswitz Olsuf'ev assunse la guida del IX Corpo d'armata russo, parte dell'Armata della Slesia sotto il comando del generale Gebhard Leberecht von Blücher, con cui partecipò alla battaglia del Katzbach (26 agosto 1813) e alla decisiva battaglia di Lipsia (16-19 ottobre 1813).
Impegnato nella campagna nel nord-est della Francia all'inizio del 1814 sempre come parte delle forze di Blücher, il IX Corpo di Olsuf'ev fu duramente impegnato nella battaglia di Brienne (29 gennaio) e nella battaglia di La Rothière (1º febbraio). Il 10 febbraio il corpo di Olsuf'ev, rimasto isolato dal resto dell'armata di Blücher, si trovò ad affrontare in condizioni di inferiorità numerica l'armata di Napoleone Bonaparte, finendo completamente distrutto nel corso della battaglia di Champaubert; lo stesso Olsuf'ev, rimasto ferito, fu preso prigioniero e trascorse in prigionia il resto della campagna, conclusasi nell'aprile seguente. Olsuf'ev comandò poi il IV Corpo d'armata nel tardo 1814, e poi ancora la 17ª Divisione tra il 1815-1820; nominato membro del Senato il 22 febbraio 1822, si ritirò a vita privata il 2 giugno 1831 a causa delle pessime condizioni di salute. Morì poi a San Pietroburgo il 20 marzo 1835.